# Prosvjedi u Alžiru 2010. – 2012.
Prosvjedi u Alžiru bili su dio procesa koji se može smatrati za dio arapskog proljeća. Izbili su 29. prosinca 2010., a okončali koncem siječnja 2012. godine. Prosvjedi su bili velika opsega. Ishod je bio ukidanje izvanrednog stanja dugog 19 godina. Ukupan broj mrtvih u prosvjedima zaustavio se na osmero žrtava.
10. svibnja 2012. održani su parlamentarni izbori, prvi od revolucija na sjeveru Afrike i prvi su koji su održani nakon ukidanja izvanrednog stanja. Time se zaključio ciklus koji je započeo 1992., kad su vlasti nakon izbora 1992. poslužili kao izgovor za uvođenje izvanrednog stanja.  Islamisti iz Islamskog fronta spasenja (FIS, Front Islamique du Salut) su pred drugi krug izbora bili pred pobjedom. Situaciju je tad prekinula državna intervencija. Na ulice je izišla vojska, uvela izvanredno stanje i poništila izborne rezultate. Nakon čega je u 19 godina izvanrednog stanja, krvavi su sukobi potresali Alžir, građanski rat od 1991. do 2002., brojni prosvjedi, poginulo je 200.000 državljana. Izvanredno je stanje ukinuto 2011., jer je alžirski predsjednik Abdelaziz Bouteflika bojao se prelijevanja nasilnih kretanja "arapskog proljeća" i u Alžir. Popustio je pritisku svojih državljana i ukinuo izvanredno stanje. Na raspisanim izborima nije sudjelovala sporna islamistička stranka. Opravdanoj zabrinutosti alžirskog predsjednika od prelijevanja oružanih sukoba i dolaska oružanih skupina iz zaraćenog susjedstva pridonijele su oštre riječi libijskih pobunjenika. Obitelj libijskog predsjednika Muammara al- Gaddafija, supruga i troje djece napustili su Libiju i ušli u Alžir. Pobunjenici su alžirsko davanje utočišta Gaddafijevoj obitelji iskritizirali i nazvali "činom agresije".

## Vanjske poveznice
- Dnevnik.hr B.V.: Alžir spreman za marš, spremno 30.000 policajaca, 12. veljače 2011.